# バレーボール・カザルマッジョーレ
バレーボール・カザルマッジョーレ（Volleyball Casalmaggiore、略称・VBC）はイタリアのロンバルディア州クレモナを本拠地とするスポーツクラブチームであり、2024/25シーズンはイタリアセリエAのA2に所属している。

## 歴史
2008年、Pallavolo ZevioからセリエB2ライセンスを取得したことにより設立された。2008/09シーズンはVBC Pallavolo Rosaというチーム名としてセリエB2で8位という成績だった。翌シーズンのセリエB2にて1位となり、2010/11シーズンにセリエB1へ昇格した。2011/12シーズンにセリエA2となり3位となった。2013/14シーズンにセリエA1へ昇格。A1の初年度は7位でリーグを終えた。2014/15シーズンは海外から有力選手の加入もあり昇格2年目にしてリーグ優勝を果たした。2015/16シーズンはリーグで5位だったが、欧州チャンピオンズリーグで優勝するなど実力をつけていく。2016/17シーズンはFIVB世界クラブ選手権で銀メダルを獲得した。2017/18シーズンはリーグを9位で終えた。2024年、メインスポンサーを失い財政上の理由でセリエA1参戦の権利をクーネオ・グランダ・バレーへ譲渡し、GS Fo.Co.L.バレー・レニャーノから代わりにセリエA2への参戦権利を取得した。

## 主な成績
セリエA
- 優勝：2015年

 欧州チャンピオンズリーグ
- 優勝：2016年

## 登録選手
2024-25年シーズンの登録選手は次の通り。
| 背番号 | 国籍/名前            | ポジション           | 身長 | 備考       |
| ------ | -------------------- | -------------------- | ---- | ---------- |
| 1      | Sofia Nosella        | アウトサイドヒッター | 1.78 |            |
| 4      | Chiara Costagli      | アウトサイドヒッター | 1.88 |            |
| 5      | Martina Cantoni      | セッター             | 1.84 |            |
| 7      | Melissa Marku        | ミドルブロッカー     | 1.90 |            |
| 9      | Lucrezia Perletti    | ミドルブロッカー     | 1.81 |            |
| 10     | Giulia Pincerato     | セッター             | 1.82 | キャプテン |
| 11     | Mika Grbavica        | アウトサイドヒッター | 1.91 |            |
| 12     | Ivonee Montaño       | オポジット           | 1.88 |            |
| 13     | Alessandra Ribechi   | リベロ               | 1.68 |            |
| 15     | Giorgia Faraone      | リベロ               | 1.68 |            |
| 16     | Francesca Dalla Rosa | アウトサイドヒッター | 1.78 |            |
| 18     | Betsy Nwokoye        | ミドルブロッカー     | 2.02 |            |

## 主な歴代所属選手
| - タイスマリー・アゲロ - フランチェスカ・ピッチニーニ - エレオノーラ・ロビアンコ - マルティーナ・グイッジ - セレナ・オルトラーニ - ルチア・ボゼッティ - カテリーナ・ボゼッティ - アドゥオルジョク・マルアル - カーリー・ロイド - ローレン・ギブマイヤ - マイカ・ハンコック - アレクサンドラ・フランティ - ダニエル・カッティーノ - シモーン・リー - カラ・バジェマ - ケニア・カルカセス | - カタジナ・スコルパ - アグニェシュカ・コンコレフスカ - マルヴィナ・スマジェク - マルガレーテ・コズーフ - ジュリエット・ロホイス - エリツァ・バシレバ - エミリヤ・ディミトロバ - ポリーナ・ラヒモワ - アナ・アントニエビッチ - ヨバナ・ステバノビッチ - ミナ・ポポビッチ - サマンタ・ファブリス - ヤナ・シチェルバン - エレン・ブラガ - ロザマリア・モンチベレル - アレクサ・グレイ - ロスランディ・アコスタ |